# Friedrich August Mehlen
Friedrich August Mehlen, auch Friedrich August Mehl (* 17. Juni 1750 in Toitz; † 14. Juni 1802) war ein deutscher Rechtsgelehrter.

## Leben
Der Sohn des Loitzer Bürgermeisters Johann Gottfried Mehlen wurde auf dem Gut seines Großvaters geboren. Nach dem Besuch des Pädagogium Bützow studierte er ab 1767 an der Universität Greifswald, ab 1772 an der Universität Jena und ab 1775 an der Universität Göttingen Rechtswissenschaften. 1780 wurde er in Göttingen zum Doktor der Rechte promoviert. Anschließend war er als Anwalt tätig, bevor er 1789 Adjunkt an der juristischen Fakultät der Universität Greifswald wurde. 1795 wurde er außerordentlicher und 1797 ordentlicher Professor der Rechte in Greifswald. Als Ursache für seinen Tod im Alter von 52 Jahren wurde in der Allgemeinen Deutschen Biographie übermäßige Anstrengung angegeben.

## Schriften (Auswahl)
- Abhandlung über die Appelation. 1791.
- Die gesetzliche Erbfolge nach Lübischem Rechte. 1798.
- Anleitung zum gerichtlichen Processe, mit besonderer Rücksicht auf die Schwedischpommerschen Gerichtsordnungen. 2 Teile. Karl Christoph Stiller, Rostock und Leipzig 1800–1804.
- Anleitung zum summarischen Processe. 1804.